# Ernest Descals i Pujol
Ernest Descals i Pujol (Manresa, Bages, 1956) és un pintor i aquarel·l·lista. De família vinculada a l'Art i a l'Artesania. Va ser un pintor precoç. Estudis a l'Escola Massana de Barcelona. La seva obre és coneguda arreu de l'Estat i a tot Europa i Amèrica. Ha obtingut infinitat de guardons entre ells una vintena de primers premis.